# Schweizer Badmintonmeisterschaft 2000
Die Schweizer Badmintonmeisterschaft 2000 fand vom 5. bis zum 6. Februar 2000 in Luzern statt.

## Finalergebnisse
| Disziplin    | Sieger                                   | Finalist                         | Ergebnis           |
| ------------ | ---------------------------------------- | -------------------------------- | ------------------ |
| Herreneinzel | Thomas Wapp                              | Rémy Matthey de l’Etang          | 15:7, 15:6         |
| Dameneinzel  | Santi Wibowo                             | Corinne Jörg                     | 11:9, 11:5         |
| Herrendoppel | Morten Bundgaard Rémy Matthey de l’Etang | Thomas Wapp Pascal Bircher       | 7:15, 15:10, 17:14 |
| Damendoppel  | Fabienne Baumeyer Corinne Jörg           | Santi Wibowo Judith Baumeyer     | 15:8, 14:17, 17:16 |
| Mixed        | Pascal Bircher Fabienne Baumeyer         | Stephan Dietrich Bettina Villars | 15:2, 15:11        |